# Andresito Guacurarí
Andrés Guaçurarí, Andrés Guazurarí ou Andrés Guacurarí y Artigas (Santo Tomé ou São Borja, 30 de novembro de 1778 - Rio de Janeiro, cerca de 1821), conhecido como Comandante Andresito, foi um militar e caudilho guarani missioneiro. Foi um dos primeiros caudilhos federais das Províncias Unidas do Rio da Prata. De origem guarani, governou entre 1815 e 1819 a Província Grande das Missões, da qual a atual província argentina homónima é uma remanescente. Foi um dos mais fiéis colaboradores do general da Banda Oriental (atual Uruguai) José Gervasio Artigas, que o apadrinhou e o adotou como filho; permitindo-lhe assinar como Andrés Artigas.

## Grafia do sobrenome
No idioma português, o sobrenome do comandante Andresito escreve-se Guacurarí. Na obra Andresito Artigas: el lider guaraní-misionero del artiguismo, os autores Oscar Daniel Cantero e Jorge Francisco Machón defendem que a pronúncia correta do sobrenome de Andresito é Guacurarí.
Então o sobrenome foi traduzido muitas vezes ―tanto na Argentina, Paraguai como no Uruguai― como «Guacurari» o pronunciando muitos de maneira errónea assim: [guakurári]. No entanto, nos monumentos de Santo Tomé (Corrientes) e Posadas seu sobrenome está escrito de duas maneiras em cada um, e uma dessas maneiras em cada monumento é "Guasurarí". Ademais, várias pessoas pronunciam-no corretamente [guazú-rarí]. No entanto, ante o repetido e estendido erro de pronúncia correta do sobrenome guarani de Andresito, detalha-se o seguinte:
- Andrés Guacurary y Artigas

- Andrés Guaçurarí
- Andrés Guasurarí (monumento em Santo Tomei, Correntes)
- Andrés Guazurarí (monumento na costanera de Posadas, Missões)
- Andrés Guacurarí (sic, por Guazurarí)
- Andrés Guacurari (sic, por Guazurarí)
- Andrés Guacararí (sic, por Guazurarí)[4]
- Andrés Guacarari (sic, por Guazurarí)[5][6][7]
- «Artiguinhas» (com o sentido de ‘filho de Artigas’, nome que lhe davam seus subordinados brasileiros[8]
- Andrés Tacuarí, nome que lhe davam seus inimigos lusobrasileños[9]
- Andrés Tacuari [sic, por Tacuarí], nome que lhe davam seus inimigos lusobrasileños[7]

## Suas linhagens
Andrés Guacurarí tem indiscutíveis linhagens indígenas, sejam guaranís ou de alguma outra etnia «guaranizada» culturalmente, no entanto considera-se que também possui (coisa comum em sua região natal e em sua época) alguma linhagem européia. Por sua vez conhece-se que esteve sucessivamente unido a duas mulheres: Melchora Guazurú (A Melchora Guaçurú) e depois Benedicta Blanco.

## Biografia

### Seu início na Guerra da Independência

As Missões Ocidentais dantes da invasão luso-brasilera de 1819.

As Missões Orientais durante as guerras de independência e contra a invasão luso-brasilera (1811-1819).

Nasceu na redução jesuítica de Santo Tomei ―na actual província argentina de Correntes― na Gobernación de Missões, que pertencia ao Virreinato do Rio da Prata (que tinha sido criado dois anos dantes, em 1776) pertencente ao Império espanhol.
Alguns historiadores[carece de fontes?] afirmam que poderia ter nascido em San Francisco de Borja (actual cidade brasileira de São Borja, que se encontra em frente à cidade argentina de Santo Tomei). Era de família guaraní, o que —de não ter mediado Artigas— o tivesse excluído da oficialidade da época.
Continuador das lutas que tiveram, entre outros expoentes a José Sepé Tiarayú, o protagonismo histórico de Andrés Guacurarí se inicia quando em 1811 se somou às tropas de Manuel Belgrano na tentativa da expedição para libertar ao Paraguai dos realistas. Depois acompanhou a Belgrano até a Banda Oriental com o mesmo objectivo, no entanto ao ser deslocado Belgrano da direcção das tropas e ser suplantado pelo unitário José Rondeau, Guacurarí decidiu aderir aos federais liderados por José Gervasio Artigas.
Para fins de 1812, já como comandante das Missões Ocidentais, Andrés Guacurarí conseguiu desalojar às tropas paraguaias que tinham ocupado o departamento da Candelaria (localizado no sudoeste da actual província argentina de Missões). Esta atitude explica-se pela desconfiança com respeito à atitude paraguaia na guerra pela emancipación tanto com respeito a Espanha como ante a crescente injerencia do Reino Unido de Portugal, Brasil e Algarve e a expansão do Brasil.

### A defesa ante os luso-brasileiros
Andresito Guacurarí foi o principal capitão na defesa argentina dos extensos territórios localizados entre o rio Paraná ao oeste e o rio Yacuy ao este durante as invasões luso-brasileiras. Em 1815 venceu aos invasores na Candelaria (para perto de a actual cidade de Posadas), libertando logo Santa Ana, San Ignacio Miní e Corpus. Em setembro de 1816 cruzou o rio Uruguai em Itaquí; derrotou novamente às tropas brasileiras, conseguindo assim libertar grande parte das Missões Orientais, na extensão chamada O Tampei (o caminho, em guaraní; neste caso, o caminho para os portos do Atlántico). Novamente vitorioso na batalha de Rincão da Cruz, pôs lugar a sua cidade natal, mas os reforços que chegaram a auxiliar aos defensores o obrigaram a se retirar novamente depois do rio Uruguai.
Os lusobrasileños passaram novamente à ofensiva, avançando sobre a barra do rio Aguapey. O 17 de janeiro de 1817, por ordens do governador de Rio Grande do Sur, ao comando de Francisco dás Chagas Santos invadiram as Missões mesopotámicas, saqueando e destruindo as populações da Cruz, Yapeyú, Santo Tomei, Santa María, Mártires, San José, San Ignacio Miní, Apóstoles, e San Carlos. No entanto, Guacurarí fez-lhes frente nestas últimas duas praças, derrotando-os e obrigando-os a retirar-se. A situação permitiu-lhe passar à contraofensiva tendo como principais lugartenientes a Sití, Matías Abacú e Mariano Mverá, avançando até reconquistar San Francisco de Borja e grande parte das Missões Orientais.
Nessas circunstâncias, o Comandante Geral de Missões Andrés Guacurarí (cargo para o que tinha sido designado a fins de 1814 pelo líder da Une dos Povos Livres, José Gervasio Artigas), em março de 1817 fundou na barra do rio Miriñay, a nova capital misionera: Nossa Senhora da Assunção do Cambay. A princípios de maio Guazurarí recuperou todo o território abandonado por portugueses e paraguaios e depois conseguiu derrotar a dás Chagas Santos, quem tinha voltado a invadir Missões, em Apóstoles o 2 de junho de 1817.

### Última campanha

Bandeira de Missões desde 1815 até 1827

Entre 1818 e 1819, Guazurarí atendeu a frente interna por indicação de Artigas. Marchou sobre Correntes, queda em mãos de militares afines ao poder central porteño, expulsou aos unitários e repôs ao governador Juan Bautista Méndez com a ajuda da flotilla do corsario irlandês Peter Campbell e 2000 guaraníes das antigas missões. Até 1819 exerceria o governo militar da província, propiciando uma reforma agrária e libertando a escravos aborígenes e negros. Em abril de 1819 Guazurarí ocupou os povos misioneros de San Nicolás e San Luis Gonzaga, pelo que os luso-brasileiros contraatacaron. Guazurarí era o único caudillo preparado para enfrentá-los, pelo que avançou até a fronteira e tentou sitiar a Chagas Santos. Os brasileiros, apoiados por tropas frescas recém chegadas de Porto Alegre e Alegrete, surpreenderam-no o 6 de junho de 1819 no passo de Itacurubí do rio Camacuá (combate de Itacurubí). O desigual encontro foi desastroso para as forças de Guazurarí; muitos de seus homens, entre eles o ruvichá Vicente Tiraparé, caíram em combate e se viu obrigado a abandonar o campo, com a ideia de voltar a formar suas tropas na margem ocidental do rio Uruguai. No entanto foi feito prisioneiro pelos brasileiros quando tentava cruzar o rio Uruguai o 24 de junho de 1819.
Foi enviado envolvido numa pele de couro cru (o qual ao se secar lhe dificultava a respiração) à prisão de Porto Alegre, e daí a Rio de Janeiro. Acha-se que morreu prisioneiro nas masmorras da Ilha dás Cobras (ilha de cobra-las), provavelmente em 1821. No mesmo ano de sua derrota assinou-se em Montevideo o chamado Tratado da Luz, pelo qual os nascidos na Banda Oriental que abandonaram a José Gervasio Artigas e passaram a fazer parte do probrasileño Clube do Barón (antecedente do Partido Colorado) cedem as Missões Orientais ao já reino de Brasil a mudança da construção de um faro na Ilha de Flores.
A entrega das Missões, bem como a Banda Oriental (hoje República do Uruguai), foram parte do acordo pelo que Brasil anexou territórios e Buenos Aires eliminou seu principal foco federal de resistência a sua centralismo. Artigas, com restos de seu exército se asiló em Paraguai em 1820, para já não regressar.

## Legado

### Na Argentina

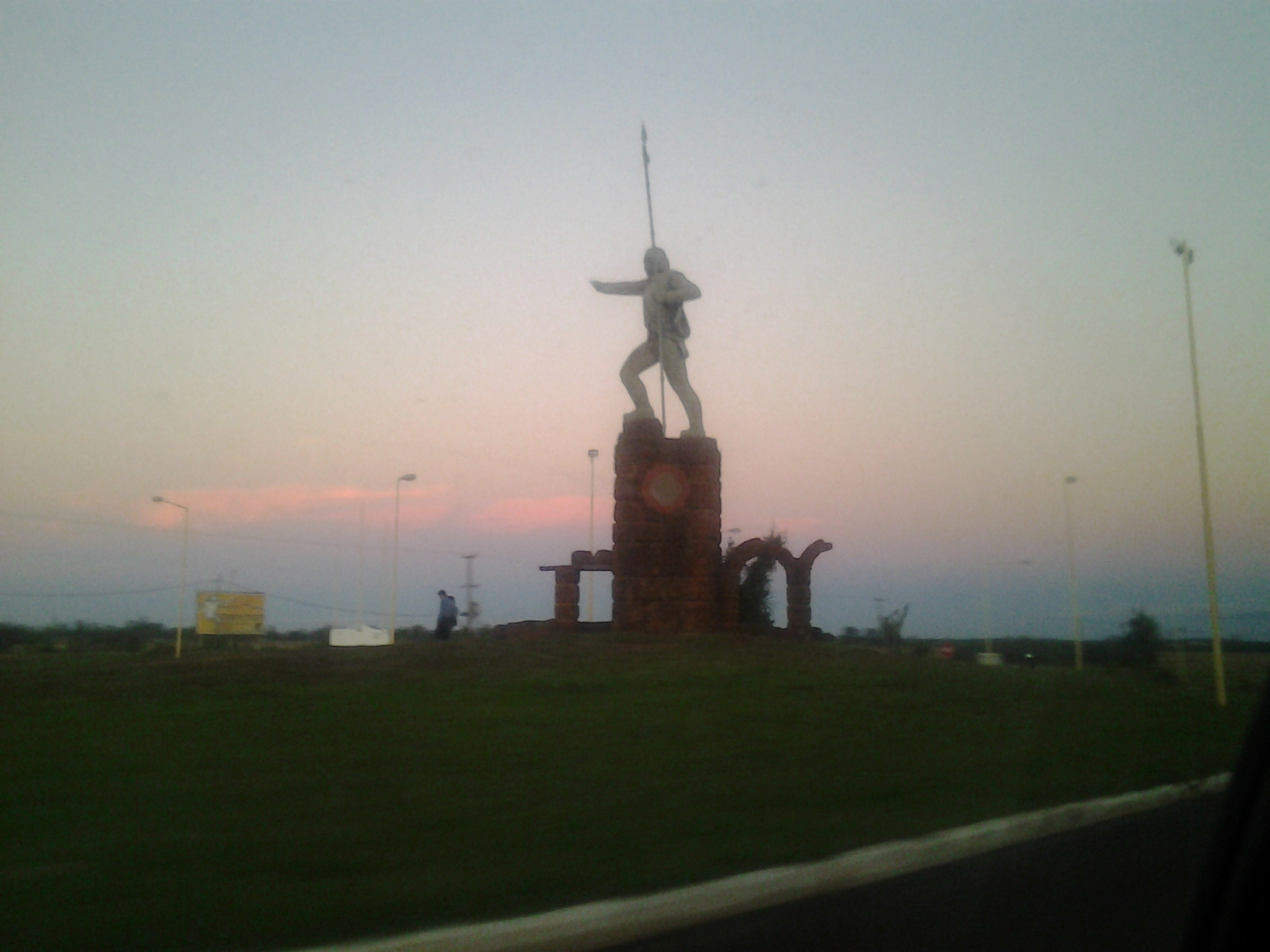
Monumento a Guacurarí em Santo Tomé, na província de Corrientes, perto da Ponte da Integração.

Uma cidade no nordeste da actual província argentina de Missões homenageia-lhe tendo-lhe como epónimo: Comandante Andresito. Para perto de dita localidade, a Ponte Internacional Comandante Andresito cruza o rio San Antonio unindo-a com Brasil.
Em 2003 o estádio do clube Cruzeiro do Norte da cidade de Posadas foi baptizado Andrés Guacurarí [sic, por Guazurarí] em homenagem ao prócer.
Em Posadas (Missões) a Lei VI n.º 155 (do 5 de julho de 2012) declarou «prócer misionero ao comandante geral Andrés Guacurarí [sic, por Guazurarí] e Artigas».
O 28 de setembro de 2012, na cidade de San Cosme (província de Correntes) mudou-se o nome de uma rua ―denominada Conquista do Deserto― por Andrés Guacurari (sic, por Guazurarí).
O 29 de junho de 2014, através da Resolução n.º 1.136, o então intendente da Cidade de Correntes, engenheiro Fabián Rios promulgó a Ordem n.º 6.266, a partir da qual se aderiu a cidade à Lei Nacional n.º 27.116 que declarou Herói Nacional e Geral, pós mortem, ao chamado "Comandante Andresito". Ao mesmo tempo e em sua honra, foi erigida na cabeceira Sur da Avenida Costanera dessa Cidade, um coloso de ferro realizado por artesãos do movimento "Cultura Vallese", na qual está representada a figura do General Andrés Guazurarí.
O 17 de dezembro de 2014, sanciona-se a lei 27.117 em cujo artigo 1.º estabelece-se que se toma a data 30 de novembro em "O Dia Nacional do Mate" em comemoração do nascimento de Andrés Guacurarí [sic, por Guazurarí] e Artigas, a fim de promover o reconhecimento permanente dos costumes de Argentina.

### No Uruguai
No Uruguai, a Rota 4 leva o nome de Andrés Artigas.
No departamento de Flores existe um povo chamado Andresito.
Na cidade de Montevideo (capital de Uruguai) existe uma rua Andresito Guacarari.
A Escola rural nº 54, em Rancheríos de Ponce (localizada no departamento de Canelones) chama-se «Coronel Andrés Guacararí “Andresito”».
Na cidade de Rivera, a escola nº 45 chama-se Andresito. Também a rua na que está localizada a mesma se chama Andresito, ambas em homenagem ao Comandante Andrés Guazurarí.

### Busca infrutífera de seus restos mortais
A província de Misiones emitiu um decreto para que se pesquise o paradeiro de seu corpo, e se repatriem seus restos. O deputado Iturrieta, no salão Delia Parodi da Câmara de Deputados da Nação, comunicou que no 21 de novembro de 2008, a Comissão de Legislação Geral opinou, por unanimidade, que «se considere o reconhecimento do grau militar do comandante geral Andrés Guaçurarý (ou Andrés Guazurarí) e seja revindicado na história da emancipação, como assim também, a criação de uma comissão especial com o objecivo de repatriar os restos do herói missioneiro.

### DocumentárioProcurando o comandante Andresito(2011)
Em 2011 estreou-se o documentário argentino Procurando o comandante Andresito, narrado e protagonizado pelo cantautor Victor Heredia. No documentário, Heredia viaja procurando as impressões de Andrés Guazurarí nas terras de Corrientes e Misiones, enquanto tenta decifrar por que a história oficial quis apagar seu nome da memória do povo argentino. O filme foi produzido pela empresa Payé Cinema, e conta com a participação do destacado historiador Norberto Galasso.

## Ascensão a General "post mortem"
Na Argentina, o dia 1º de abril de 2014, a presidente Cristina Fernández de Kirchner ascendeu-o post mortem a General do Exército Argentino.
Do mesmo modo, no Uruguai, por iniciativa de Tabaré Vázquez, foi-lhe conferido o grau de General do Exército uruguaio no ano 2016.

## Dia de Andresito Guazurarí
O 30 de novembro foi instituído como o Dia Nacional do Mate na Argentina, em comemoração ao nascimento de Andrés Guacurarí y Artigas.